# Škocjanski zatok
Das europäische Vogelschutzgebiet Škocjanski zatok (deutsch: Bucht von Škocjan) liegt auf dem Gebiet der Stadt Koper im Südwesten Sloweniens. Die Bucht liegt im Mündungsbereich des Flusses Badaševica in die Adria. Es handelt sich um die einzige größere Brackwasser-Bucht des Landes. Sie beherbergt unter anderem einen von landesweit zwei Brutbeständen des Seeregenpfeifers.
Das Gebiet ist flächengleich auch als Flora-Fauna-Habitat-Gebiet gemeldet.

## Schutzzweck
Folgende Vogelarten sind für das Gebiet gemeldet; Arten, die im Anhang I der Vogelschutzrichtlinie geführt sind, sind mit * gekennzeichnet:
| Bild              | Anhang I | EU Code | Art               | wissenschaftlicher Name   |
| ----------------- | -------- | ------- | ----------------- | ------------------------- |
| Drosselrohrsänger | *        | A298    | Drosselrohrsänger | Acrocephalus arundinaceus |
| Teichrohrsänger   |          | A297    | Teichrohrsänger   | Acrocephalus scirpaceus   |
| Purpurreiher      | *        | A029    | Purpurreiher      | Ardea purpurea            |
| Rallenreiher      | *        | A024    | Rallenreiher      | Ardeola ralloides         |
| Rohrdommel        | *        | A021    | Rohrdommel        | Botaurus stellaris        |
| Seeregenpfeifer   | *        | A138    | Seeregenpfeifer   | Charadrius alexandrinus   |
| Schlangenadler    | *        | A080    | Schlangenadler    | Circaetus gallicus        |
| Seidenreiher      | *        | A026    | Seidenreiher      | Egretta garzetta          |
| Stelzenläufer     | *        | A131    | Stelzenläufer     | Himantopus himantopus     |
| Zwergdommel       | *        | A022    | Zwergdommel       | Ixobrychus minutus        |
| Großer Brachvogel |          | A160    | Großer Brachvogel | Numenius arquata          |
| Kampfläufer       | *        | A151    | Kampfläufer       | Philomachus pugnax        |
| Sichler           | *        | A032    | Sichler           | Plegadis falcinellus      |
| Wasserralle       |          | A118    | Wasserralle       | Rallus aquaticus          |
| Flussseeschwalbe  | *        | A193    | Flussseeschwalbe  | Sterna hirundo            |